# Сунжа-Ворошиловка
Су́нжа-Вороши́ловка — село в Предгорном районе (муниципальном округе) Ставропольского края России.
До 16 марта 2020 года входило в состав муниципального образования «Сельское поселение Новоблагодарненский сельсовет».

## Варианты названия
- Победа
- Ворошиловка

## География
Расстояние до краевого центра: 120 км.
Расстояние до районного центра: 14 км.

## Население
| 1989 | 2002 | 2010 | 2014 |
| ---- | ---- | ---- | ---- |
| 156  | ↗160 | ↘154 | ↗200 |

По данным переписи 2002 года, в национальной структуре населения преобладают русские (90 %).

## Дороги
- Автодорога А165 Лермонтов — Черкесск (в 200 метрах от центра села)
- Автодорога А157 Минеральные Воды — Кисловодск (в 7 километрах от центра села)

## Инфраструктура
В селе 3 улицы: Комарова, Свободы и Центральная. В 300 м от жилого дома № 16 по ул. Свободы находится общественное открытое кладбище площадью 10 тыс. м².

## Связь
Фиксированная связь и ADSL
Ставропольский филиал Ростелекома
Сотовая связь 2G/3G/4G
МегаФон, Билайн, МТС.

## Общественный транспорт
Автобусные маршруты:
- 104 Д — Пятигорск (Верхний рынок) — ост. гост. «Бештау» — ул. Бульварная — ул. Широкая — пер. Курганный — ул. Комарова — ул. Мира — ул. Ермолова — ост. «Скачки» — Винсады — «СтоВАЗ» — Новоблагодарное — Сунжа-Ворошиловка — Свобода — Суворовская